# MySecret
MySecret est le deuxième album studio de la chanteuse chinoise G.E.M.. Il est sorti le 28 octobre 2010, mais en raison de problèmes de distribution, l'album a été officiellement mis en vente le 29 octobre 2010 en Chine.
L'album contient les chansons « Good To be Bad » et « Get Over You », singles qui ont eu beaucoup de succès en Chine et à Taïwan.

## Liste des titres
| No  | Titre                       | Durée |
| --- | --------------------------- | ----- |
| 1.  | One button                  | 3:45  |
| 2.  | Good to be bad              | 3:49  |
| 3.  | Get Over You                | 3:57  |
| 4.  | 美好的舊時光 (In My Heart)  | 4:58  |
| 5.  | 寂寞星球的小玫瑰 (The Rose) | 4:56  |
| 6.  | The Voice Within            | 3:27  |
| 7.  | 我的秘密 (MySecret)         | 4:10  |
| 8.  | 末日 (The End)              | 4:43  |
| 9.  | Twinkle II                  | 4:17  |
| 10. | Say it Loud                 | 4:08  |